# Sergio López
Sergio López (Remscheid, 1999. április 8. –) német születésű spanyol labdarúgó, a svájci Basel hátvédje.

## Pályafutása
López a németországi Remscheid városában született. Az ifjúsági pályafutását a spanyol Salamanca és a Santa Marta csapataiban kezdte, majd a Real Madrid akadémiájánál folytatta.
2018-ban mutatkozott be a Real Madrid tartalékcsapatában. A 2020–21-es szezonban kölcsönben szerepelt a Real Valladolid csapatánál. 2020. december 15-én, a Cantolagua elleni kupamérkőzésen debütált.
2021. július 1-jén három éves szerződést kötött a svájci osztályban szereplő Basel együttesével. Először 2021. július 22-én, a Partizani Tirana elleni UEFA Európa Konferencia Liga mérkőzésen lépett pályára. A ligában július 25-én, a Grasshoppers elleni találkozó 77. percében Michael Lang cseréjeként debütált. A következő fordulóban megszerezte első gólját is a Sion ellen 6–1-re megnyert mérkőzésen.

## Statisztika
2023. április 30. szerint.
| Klub                         | Szezon   | Bajnokság          | Bajnokság | Bajnokság | Kupa  | Kupa  | Nemzetközi | Nemzetközi | Összesen | Összesen |
| Klub                         | Szezon   | Bajnokság          | Mérk.     | Gólok     | Mérk. | Gólok | Mérk.      | Gólok      | Mérk.    | Gólok    |
| ---------------------------- | -------- | ------------------ | --------- | --------- | ----- | ----- | ---------- | ---------- | -------- | -------- |
| Real Valladolid (kölcsönben) | 2020–21  | La Liga            | 0         | 0         | 1     | 0     | ―          | ―          | 1        | 0        |
| Basel                        | 2021–22  | Swiss Super League | 29        | 2         | 1     | 0     | 8          | 0          | 38       | 2        |
| Basel                        | 2022–23  | Swiss Super League | 18        | 1         | 3     | 0     | 12         | 0          | 33       | 1        |
| Basel                        | Összesen | Összesen           | 47        | 3         | 4     | 0     | 20         | 0          | 71       | 3        |
| Összesen                     | Összesen | Összesen           | 47        | 3         | 5     | 0     | 20         | 0          | 72       | 3        |